# Bufo-indiano
Bufo-indiano  ou Bufo-de-Bengala (Bubo bengalensis) é uma espécie de ave estrigiforme pertencente à família Strigidae. A espécie é típica do sub-continente indiano.

## Referências

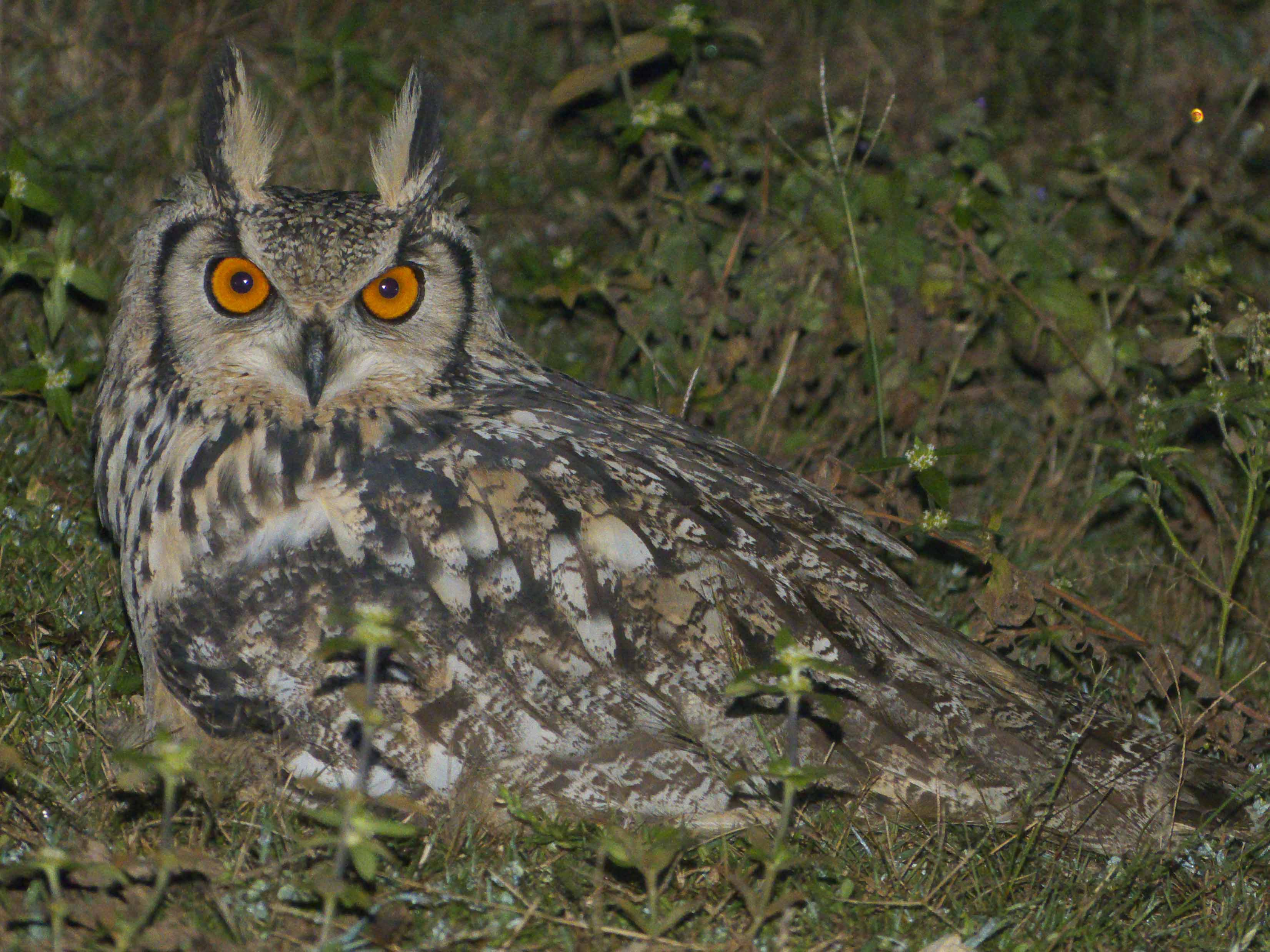